# Acis

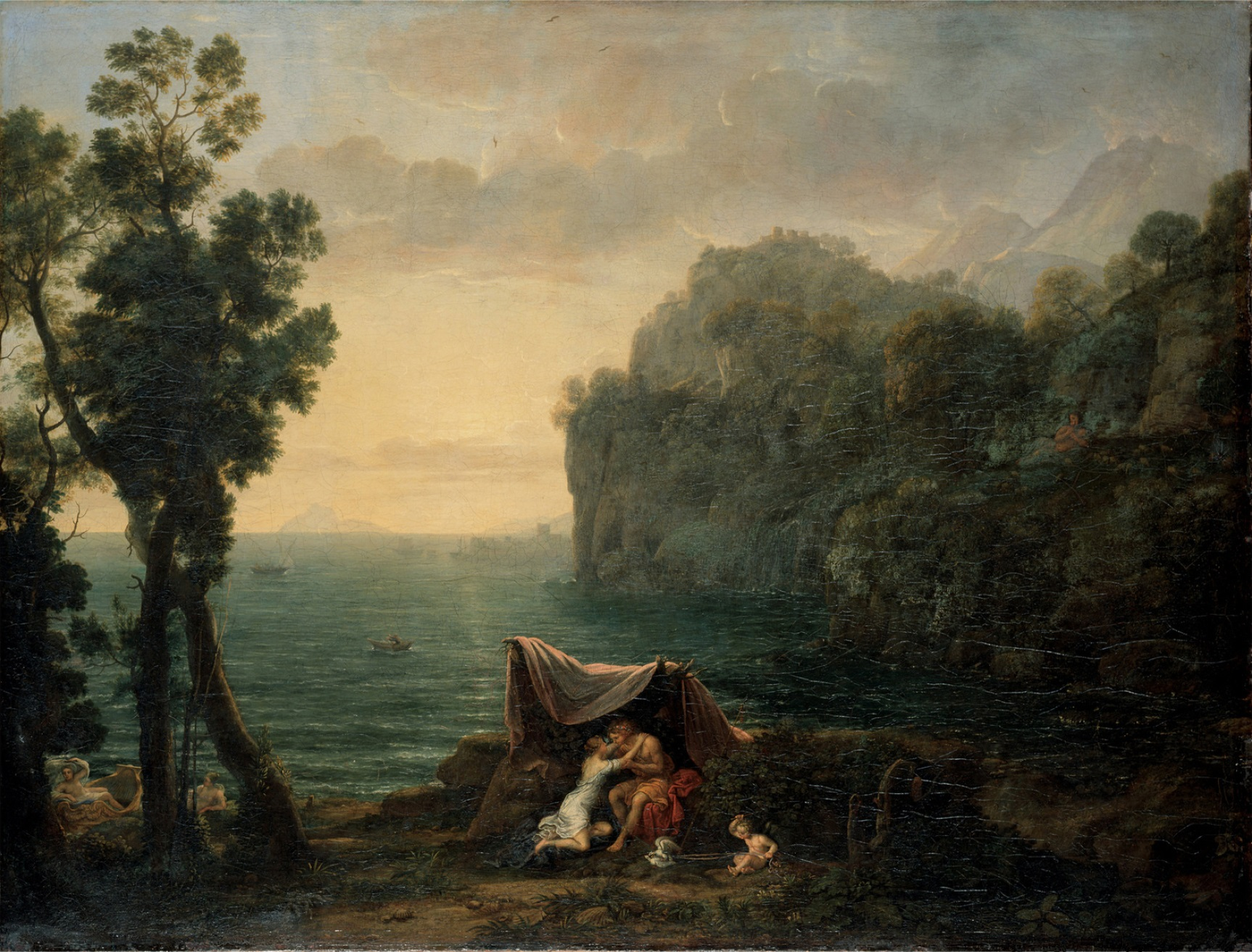
Acis y Galatea, Claude Lorrain.

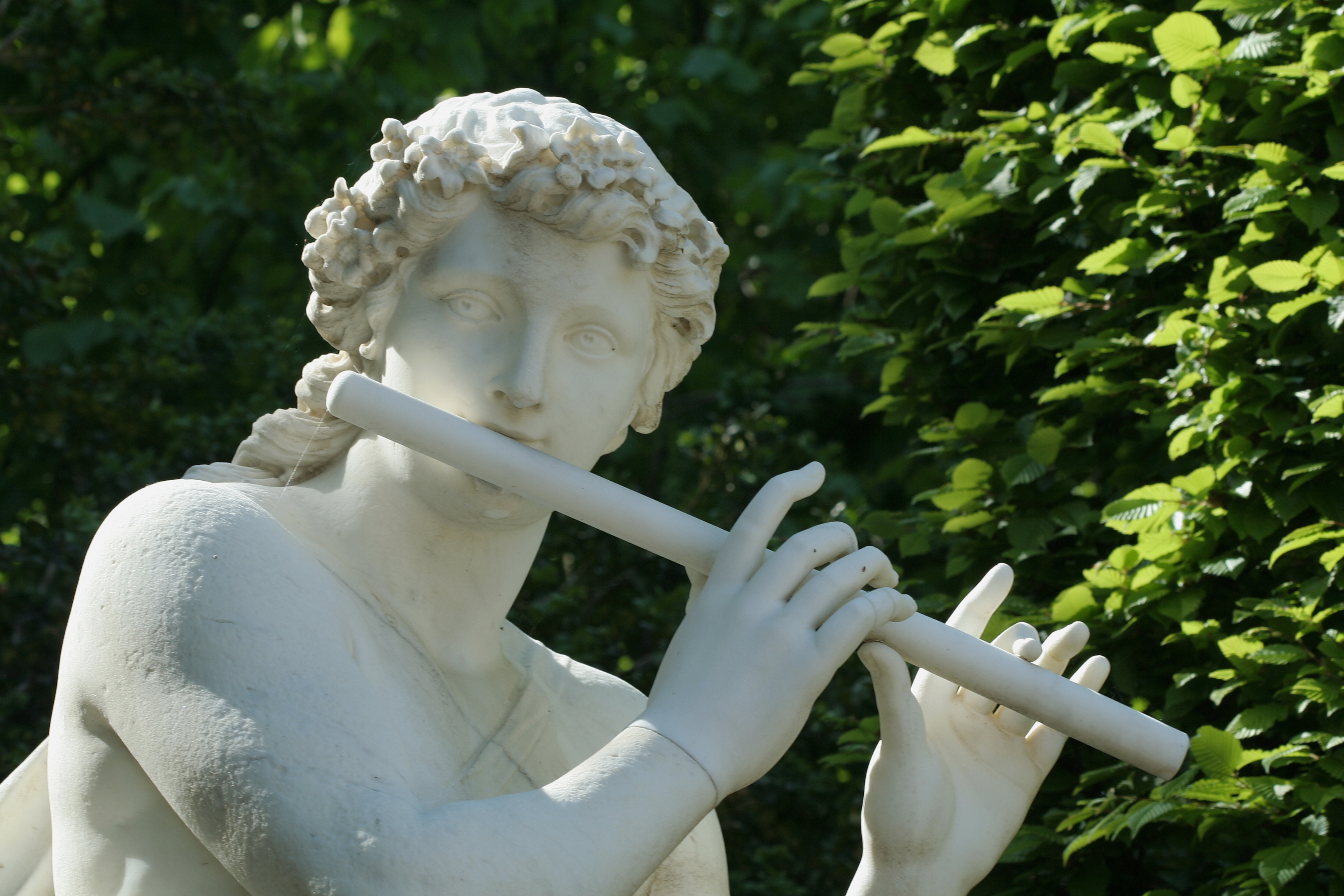
Acis tocando la flauta. Escultura de Jean-Baptiste Tuby (Jardines de Versalles).

En las mitologías griega y romana Acis era el dios del río homónimo cercano al Etna en Sicilia.  
Según Ovidio era hijo de Fauno y la náyade Simetis. Acis amó a la nereida Galatea, pero un pretendiente celoso, el cíclope Polifemo, lo mató con una roca. Galatea consiguió de Poseidón que transformase entonces su sangre en el río Acis. Otras fuentes escriben que Acis se transformó a sí mismo en río para evitar ser aplastado.
Georg Friedrich Händel compuso en 1718, basándose en la leyenda, su ópera (masque en un acto) Acis y Galatea.
Luis de Góngora, en su Fábula de Polifemo y Galatea, trata brevemente la aparición de Acis en el mito de la nereida y el cíclope, centrándose en la relación entre estos dos personajes y no en el joven.
Nicola Porpora, en su ópera Polifemo, pone en boca de Acis la soberbia aria «Alto Giove».

## Enlaces externos

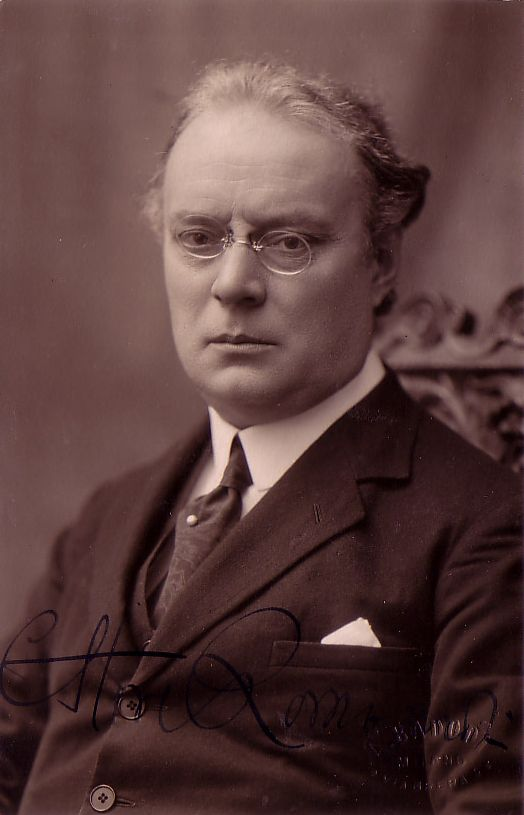
Ettore Romagnoli.